# 佐藤彰
佐藤 彰（さとう あきら、1957年3月11日 - ）は、日本の牧師、説教家、神学校講師。保守バプテスト同盟福島第一聖書バプテスト教会牧師（1982年より）。山形県山形市生まれ。
1973年10月、高校生の時に水曜日の祈祷会で回心。1974年6月30日、山形第一聖書バプテスト教会で鈴木弘司牧師よりバプテスマ（洗礼）を受ける。1979年、日本福祉大学を卒業。1982年、聖書神学舎を卒業し、福島第一聖書バプテスト教会の牧師に就任。

## 著書
- 『教会員こころえ帖』（いのちのことば社）
- 『信仰から生まれるもの』（いのちのことば社）
- 『マルコの福音書で学ぶ信仰生活入門』（いのちのことば社）
- 『「苦しみ」から生まれるもの』（いのちのことば社）
- 『いちばん大切なもの』（いのちのことば社）
- 『信仰から生まれるもの』（いのちのことば社）
- 『祈りから生まれるもの』（いのちのことば社）
- 『こころのビタミンＡ』（いのちのことば社）
- 『こころのビタミンＢ』（いのちのことば社）
- 『新しい旅立ち』（いのちのことば社）
- 『まるかじり創世記』（いのちのことば社）
- 『あなたに祝福がありますように』（いのちのことば社）
- 『順風よし、逆境もまたよし』（いのちのことば社）
- 『流浪の教会』（いのちのことば社）